# 美国环境保护局
，简称美国环保局（缩写：EPA），是美國聯邦政府一个独立行政机构，负责维护自然环境與保护人类健康不受环境危害及汙染影响。EPA由美国总统理查·尼克森提议设立，获国会批准后于1970年12月2日成立运行。環保局成立前，美國政府沒有可協同對付環境污染問題的部會。局长為内阁級官員，由美國总统直接提名，需參議院投票同意任命，直接向總統負责。
环保局EPA现有大约18,000名全职雇员，所辖机构包括華盛頓特區總部、10個區域分局、和超過17個研究實驗所。
环保局的具体职责包括，根據國會頒布的環境法律制定和執行环境法規，从事或赞助環境研究及环保项目，加強環境教育以培養公眾的環保意識和責任感。

## 机构设置

### 内设机构
现有管理机构：

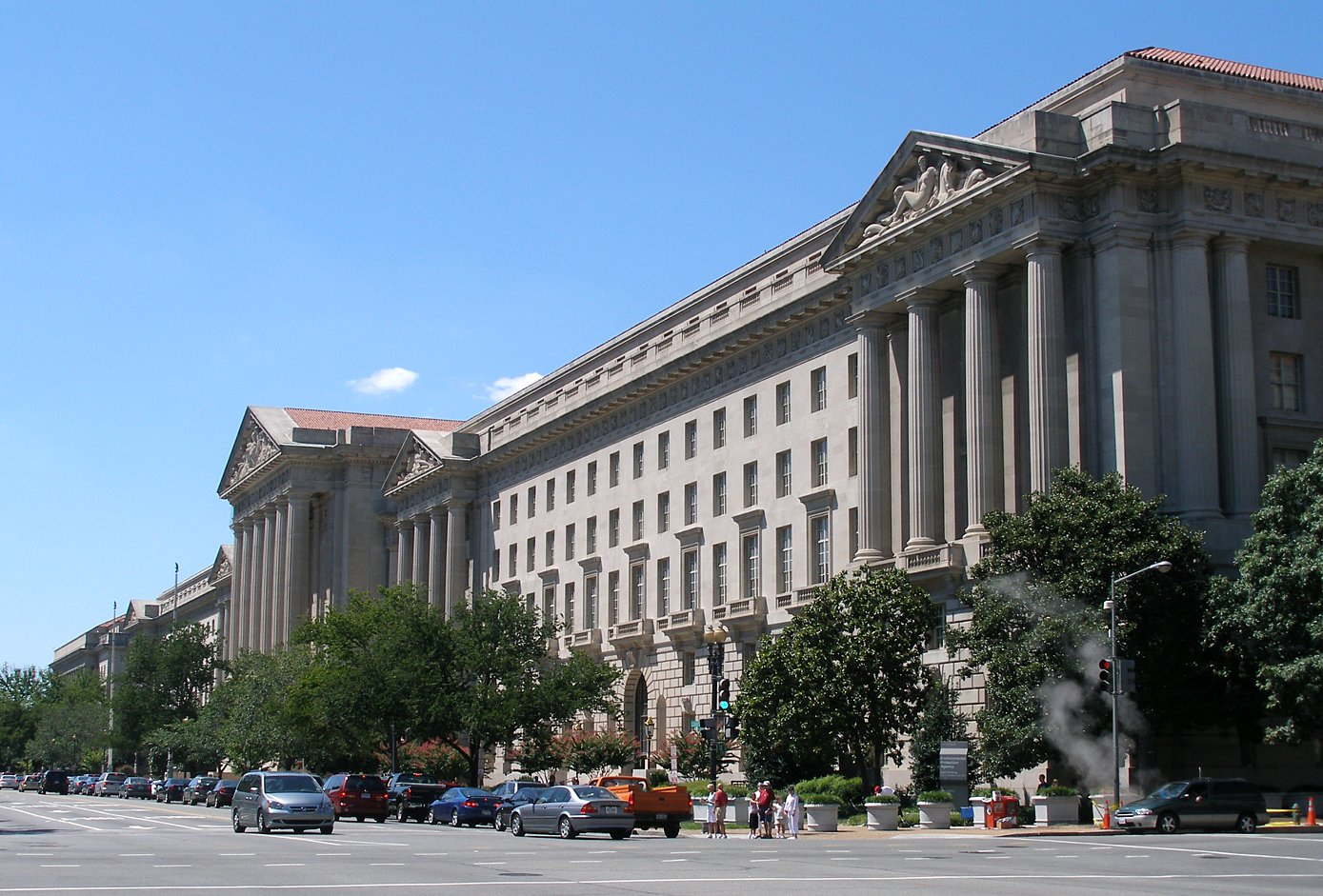
位于华盛顿特区的EPA总部

- 行政和人力资源管理办公室（Office of Administration and Resources）
- 空气和辐射办公室（Office of Air and Radiation）
- 环境执法办公室（Office of Enforcement and Compliance Assurance）
- 环境信息办公室（Office of Environmental Information）
- 环境司法办公室（Office of Environmental Justice）
- 财务主管办公室（Office of the Chief Financial Officer）
- 科学政策办公室（Office of General Counsel）
- 环境巡查办公室（Office of Inspector General）
- 国际事务办公室（Office of International Affairs）
- 污染、杀虫剂和有毒物质办公室（Office of Prevention, Pesticides, and Toxic Substances）
- 研究和发展办公室（Office of Research and Development）
- 固体废弃物和应急反应办公室（Office of Solid Waste and Emergency Response）
- 水办公室（Office of Water）

### 区域分局

美国环境保护局行政区域划分

EPA现有10個區域分局，各分局管辖范围如下：
- 第一分局：负责康涅狄格州、缅因州、马萨诸塞州、新罕布什尔、罗得岛和佛蒙特州，办公室设在波士顿。
- 第二分局：负责新泽西州、纽约州、波多黎各和美属维尔京群岛，办公室设在纽约。
- 第三分局：负责特拉华州、马里兰州、宾夕法尼亚州、弗吉尼亚州、西弗吉尼亚州和哥伦比亚特区，办公室设在费城。
- 第四分局：负责亚拉巴马州、佛罗里达州、佐治亚州、肯塔基州、密西西比州、北卡罗莱纳州、南卡罗莱纳州和田纳西州，办公室设在亚特兰大。
- 第五分局：负责伊利诺伊州、印第安纳州、密西根州、明尼苏达州、俄亥俄州和威斯康星州，办公室设在芝加哥。
- 第六分局：负责阿肯色州、路易斯安那州、新墨西哥州、俄克拉荷马州和得克萨斯州，办公室设在达拉斯。
- 第七分局：负责艾奥瓦州、堪萨斯州、密苏里州和内布拉斯加州，办公室设在堪萨斯城。
- 第八分局：负责科罗拉多州、蒙大拿州、北达科他州、南达科他州、犹他州和怀俄明州，办公室设在丹佛。
- 第九分局：负责亚利桑那州、加利福尼亚州、夏威夷以及内华达和萨摩亚，办公室设在旧金山。
- 第十分局：负责阿拉斯加州、爱达荷州、俄勒冈州和华盛顿州。办公室设在西雅图。

虽然美国环保局的机构遍布各州，但是每个州都设有自己的环境管理机构，不隶属于联邦环保局，但是接受美国环保局区域办公室的监督检查。除非联邦法律有明文规定，州环保局才与联邦环保局合作。各个州的环境管理机构向州政府负责，依照州的法律独立履行职责，管理机构人员由各个州自行决定，负责人、预算与联邦的机制相似，由州长提名、州议会审核批准生效。各个州的环境管理机构在执行环境政策过程中出现的冲突，由地方法院裁决。